# Koniecwałd
Koniecwałd (Duits: Conradswalde) is een plaats in het Poolse district  Sztumski, woiwodschap Pommeren. De plaats maakt deel uit van de gemeente Sztum en telt 480 inwoners.